# 코로나19 범유행으로 영향을 받은 영화 목록
이 목록은 코로나19 범유행으로 인한 영화계 여파에 따라 개봉일을 조정하거나, OTT 서비스·VOD 등 대체 경로를 통해 공개된 작품을 소개한다. 이와 더불어 제작중이었던 영화 중에서 작업이 연기되거나 중단된 작품들도 나열해 놓았다.

## 개봉작품

### 개봉일 연기
| 영화        | 기존 개봉일                                      | 연기일                                                     |
| ----------- | ------------------------------------------------ | ---------------------------------------------------------- |
| 블랙 위도우 | 2020년 5월 1일                                   | 2021년 5월 7일 전세계 개봉                                 |
| 반도        | 2020년 5월 (칸 영화제) 2020년 10월 23일 (프랑스) | 2020년 7월 15일 대한민국 개봉 2020년 12월 16일 프랑스 개봉 |
| 듄          | 2020년 12월 18일                                 | 2021년 10월 1일 북미 개봉                                  |
| 영웅        | 2020년 12월 23일                                 | 2021년 대한민국 개봉                                       |
| 피터 래빗 2 | 2021년 1월 15일                                  | 2021년 4월 2일 북미 개봉                                   |
| 모탈 컴뱃   | 2021년 1월 15일                                  | 무기한 연기                                                |
| 이터널스    | 2021년 2월 12일                                  | 2020년 11월 5일 전세계 개봉                                |

### 극장개봉 취소
| 영화   | 공개 방식                                                    |
| ------ | ------------------------------------------------------------ |
| 콜     | 2020년 3월 개봉예정이었으나 2020년 11월 27일 넷플릭스로 공개 |
| 차인표 | 2020년 초 개봉예정이었으나 2021년 1월 1일 넷플릭스로 공개    |
| 승리호 | 2020년 여름 개봉예정이었으나 2021년 1분기 넷플릭스로 공개    |

## 제작 중인 작품

### 제작 중단
- 아바타 2[8]
- 아바타 3[8]
- 배트맨[9]
- 카드 카운터[10]
- 신데렐라[11]
- 보고타[12]
- 비상선언[13]
- 엘비스[14]
- 플린트 스트롱[15]
- 더 포기븐[16]
- 갓마더드[17]
- 하더 데이 폴[18]
- 나홀로 집에 신작[19]
- 쥬라기 월드: 도미니언[15]
- 킹 리처드[20]
- 더 라스트 듀얼[21]
- 매트릭스 4[22]
- 미드나잇 인 더 스위치그래스[23]
- 나이트 티스[18]
- 나이트메어 앨리[21]
- 노엘 다이어리[18]
- 오피셜 컴퍼티션[24]
- 파워 오브 더 독[18]
- 더 프롬[25]
- 레드 노티스[26]
- 사마리탄[27]
- 샹치 앤 더 레전드 오브 더 텐 링스[21]
- 슈레인[28]
- 틱틱붐[29]
- 도쿄 리벤져스[30]
- 맥베스의 비극[31]
- 언차티드[32]
- 노라 핑스체이트 감독 신작[33]
- 벤전스[34]

### 제작 연기
- 아바타 4[35]
- 아바타 5[35]
- 피랍[36]
- 블랙 아담[37]
- 블랙 팬서 2[38]
- 브로스[15]
- 닥터 스트레인지 인 멀티버스 오브 매드니스[39]
- 돈 룩 업[40]
- 기치[41]
- 금발이 너무해 3[42]
- 인어공주 실사판[19]
- 더 맨 프롬 토론토[28]
- 미션 임파서블 7[43]
- 더 나이팅게일[28]
- 더 노스맨[44]
- 노 서든 무브[45]
- 피터 팬 실사판[19][46]
- 스크림[47][48]
- 샤잠! 퓨리 오브 더 갓즈[49]
- 아이가 커졌어요 리메이크[19]
- 백설 공주와 일곱 난쟁이 실사판[50][51]
- 토르: 러브 앤 썬더[39]
- 스리 사우전드 이어즈 오브 롱잉 (조지 밀러 감독 신작)[52]
- 신비로운 동물사전 신작[20]
- 분노의 질주 신작[53]
- 인디애나 존스 신작[39]
- 세서미 스트리트 극장판[54]
- 스파이더맨: 노 웨이 홈 (스파이더맨: 파 프롬 홈 후속작)[55]
- 툼 레이더 속편[56]

## 같이 보기
- 2020년 영화
- 2021년 영화
- 코로나19 범유행의 영화계 여파